# ژین مارسلین
ژین مارسلین (انگلیسی: Jean Marcelin؛ زادهٔ ۱۲ فوریهٔ ۲۰۰۰) بازیکن فوتبال اهل فرانسه است.
از باشگاه‌هایی که در آن بازی کرده‌است می‌توان به باشگاه فوتبال اوسر، باشگاه فوتبال سرکل بروژ، و باشگاه فوتبال موناکو اشاره کرد.
وی همچنین در تیم ملی فوتبال زیر ۱۹ سال فرانسه بازی کرده‌است.